# HMS Defence (1907)
El HMS Defence fue un crucero acorazado de la clase Minotaur construido para la Marina Real Británica en la primera década del siglo XX, el último crucero acorazado construido para la Royal Navy. Estuvo estacionado en el mar Mediterráneo cuando comenzó la Primera Guerra Mundial y participó en la persecución del crucero de batalla alemán SMS Goeben y del crucero ligero SMS Breslau. El barco fue transferido a la Gran Flota en enero de 1915 y permaneció allí por el resto de su carrera.
El Defence fue hundido el 31 de mayo de 1916 durante la batalla de Jutlandia, la mayor batalla naval de la guerra. Escoltando al cuerpo principal de la Gran Flota, el barco fue atacado por un crucero de batalla alemán y cuatro acorazados mientras intentaba atacar a un crucero ligero alemán inutilizado (el SMS Wiesbaden). Fue alcanzado por dos salvas de los barcos alemanes que detonaron su cargador trasero. El fuego de esa explosión se extendió a los cargadores secundarios del barco, que a su vez explotaron. Se cree que toda la tripulación murió, aunque los periódicos de la época hicieron afirmaciones no verificadas sobre posibles supervivientes.
El pecio del Defence, junto con los otros naufragios de Jutlandia, fue declarado tardíamente lugar protegido en virtud de la Ley de Protección de Restos Militares de 1986, para desalentar mayores daños al lugar de descanso de aproximadamente 900 hombres.